# روث هایات
روث هایات (انگلیسی: Ruth Hiatt؛ ‏ ۶ ژانویهٔ ۱۹۰۶ – ۲۱ آوریل ۱۹۹۴) بازیگر اهل ایالات متحده آمریکا بود.
از فیلم‌هایی که وی در آن‌ها نقش داشته است، می‌توان به برد با اختلاف اندک اشاره نمود.